# Heritage
Heritage – dziesiąty album studyjny szwedzkiego zespołu Opeth wydany 14 września 2011 roku przez Roadrunner Records. Został nagrany na początku 2011 roku w Sztokholmie. Projekt okładki został wykonany przez Travisa Smitha na podstawie pomysłu Åkerfeldta.
Muzyka do wszystkich (z wyjątkiem „Pyre” napisanego wspólnie z Fredrikiem Åkessonem) utworów została napisana przez Mikaela Åkerfeldta. Tekst do wszystkich utworów napisał Mikael Åkerfeldt. Wydawnictwo było promowane teledyskiem do utworu „The Devil's Orchard”, który wyreżyserował Phil Mucci.
Nagrania dotarły do 19. miejsca listy Billboard 200 w Stanach Zjednoczonych sprzedając się w nakładzie 19 tys. egzemplarzy w przeciągu tygodnia od dnia premiery. Wydawnictwo trafiło ponadto m.in. na listy przebojów w Szwecji, Japonii, Szwajcarii i Polsce.

## Lista utworów
Opracowano na podstawie materiału źródłowego.
| Nr  | Tytuł utworu                      | Słowa            | Muzyka           | Długość |
| --- | --------------------------------- | ---------------- | ---------------- | ------- |
| 1.  | „Heritage” (utwór instrumentalny) |                  | Mikael Åkerfeldt | 2:05    |
| 2.  | „The Devil's Orchard”             | Mikael Åkerfeldt | Mikael Åkerfeldt | 6:40    |
| 3.  | „I Feel the Dark”                 | Mikael Åkerfeldt | Mikael Åkerfeldt | 6:40    |
| 4.  | „Slither”                         | Mikael Åkerfeldt | Mikael Åkerfeldt | 4:03    |
| 5.  | „Nepenthe”                        | Mikael Åkerfeldt | Mikael Åkerfeldt | 5:40    |
| 6.  | „Häxprocess”                      | Mikael Åkerfeldt | Mikael Åkerfeldt | 6:57    |
| 7.  | „Famine”                          | Mikael Åkerfeldt | Mikael Åkerfeldt | 8:32    |
| 8.  | „The Lines in My Hand”            | Mikael Åkerfeldt | Mikael Åkerfeldt | 3:49    |
| 9.  | „Folklore”                        | Mikael Åkerfeldt | Mikael Åkerfeldt | 8:19    |
| 10. | „Marrow of the Earth”             | Mikael Åkerfeldt | Mikael Åkerfeldt | 4:19    |
|     |                                   |                  |                  | 57:04   |

| Bonus DVD | Bonus DVD              | Bonus DVD |
| Nr        | Tytuł utworu           | Długość   |
| --------- | ---------------------- | --------- |
| 1.        | „Heritage”             | 2:05      |
| 2.        | „The Devil's Orchard”  | 6:40      |
| 3.        | „I Feel The Dark”      | 6:40      |
| 4.        | „Slither”              | 4:03      |
| 5.        | „Nepenthe”             | 5:40      |
| 6.        | „Häxprocess”           | 6:58      |
| 7.        | „Famine”               | 8:32      |
| 8.        | „The Lines In My Hand” | 3:49      |
| 9.        | „Folklore”             | 8:19      |
| 10.       | „Marrow Of The Earth”  | 4:19      |
| 11.       | „Pyre”                 | 5:32      |
| 12.       | „Face In The Snow”     | 4:08      |
| 13.       | „Making Of Heritage”   | 58:27     |
|           |                        | 2:05:12   |

## Twórcy
Opracowano na podstawie materiału źródłowego.
| Zespół Opeth w składzie - Mikael Åkerfeldt – wokal prowadzący, gitara elektryczna, instrumenty klawiszowe, produkcja muzyczna, inżynieria dźwięku, miksowanie - Fredrik Åkesson – gitara elektryczna, gitara akustyczna - Martin Mendez – gitara basowa, kontrabas - Martin Axenrot – perkusja, instrumenty perkusyjne, zdjęcia - Per Wiberg – instrumenty klawiszowe |  | Inni - Joakim Svalberg – fortepian („Heritage”) - Alex Acuña – perkusja („Famine”) - Björn J:son Lindh – flet („Famine”) - Steven Wilson – inżynieria dźwięku, miksowanie, wokal wspierający - Janne Hansson – inżynieria dźwięku - Travis Smith – oprawa graficzna - Paul Barker – oprawa graficzna - Christer Lorichs – zdjęcia, oprawa graficzna - Peter Mew – mastering - Sandra Artigas – zdjęcia |

## Listy sprzedaży
| Lista                   | Kraj              | Pozycja |
| ----------------------- | ----------------- | ------- |
| Ö3 Austria Top 40       | Austria           | 16      |
| Schweizer Hitparade     | Szwajcaria        | 13      |
| Billboard 200           | Stany Zjednoczone | 19      |
| Suomen virallinen lista | Finlandia         | 2       |
| Media Control Charts    | Niemcy            | 9       |
| Sverigetopplistan       | Szwecja           | 4       |
| SNEP                    | Francja           | 31      |
| Oricon                  | Japonia           | 55      |
| OLiS                    | Polska            | 28      |